# Scutellaria balearica
Scutellaria balearica là một loài thực vật có hoa trong họ Hoa môi. Loài này được Barceló miêu tả khoa học đầu tiên năm 1877.